# Killer Couples: Mörderische Paare
Killer Couples: Mörderische Paare (Originaltitel: Snapped: Killer Couples) ist eine US-amerikanische Krimi-Dokumentationsreihe, die seit dem 10. März 2013 auf dem US-amerikanischen Sender Oxygen erstausgestrahlt wird. Die deutschsprachige Erstausstrahlung erfolgt seit dem 14. Juni 2016. 
Die zwölfte Staffel wurde vom 19. September bis zum 14. November 2019 ausgestrahlt.

## Konzept
In der Reihe werden Paare vorgestellt, die gemeinsam Verbrechen verübt haben. Die Beziehungen werden analysiert und untersucht, wie aus Liebe Manipulation wird und was letztendlich zu der Tat geführt hat. 
Sie ist ein Ableger der Dokumentationsreihe Snapped – Wenn Frauen töten (Originaltitel: Snapped), die seit dem 6. August 2004 auf dem US-amerikanischen Sender Oxygen ausgestrahlt wird. Die deutschsprachige Erstausstrahlung erfolgt seit dem 14. Juni 2015 auf dem deutschen Fernsehsender Super RTL.

## Ausstrahlung
| 1  | 5  | 10. März – 7. April 2013          | Oxygen | 14. Juni – 16. August 2016       | Sixx  |
| 1  | 5  | 7. Juli – 4. August 2013          | Oxygen | 14. Juni – 16. August 2016       | Sixx  |
| 2  | 6  | 3. November – 8. Dezember 2013    | Oxygen | 16. August – 8. November 2016    | Sixx  |
| 2  | 4  | 9. Februar – 2. März 2014         | Oxygen | 16. August – 8. November 2016    | Sixx  |
| 3  | 10 | 8. Juni – 10. August 2014         | Oxygen | 27. September – 26. Oktober 2017 | Sat.1 |
| 4  | 5  | 5. Oktober – 2. November 2014     | Oxygen | 13. Oktober – 15. Dezember 2018  | Sixx  |
| 4  | 5  | 4. – 25. Januar 2015              | Oxygen | 13. Oktober – 15. Dezember 2018  | Sixx  |
| 5  | 10 | 26. April – 28. Juni 2015         | Oxygen |                                  |       |
| 6  | 10 | 11. Oktober – 13. Dezember 2015   | Oxygen |                                  |       |
| 7  | 10 | 3. April – 5. Juni 2016           | Oxygen |                                  |       |
| 8  | 10 | 6. August – 8. Oktober 2016       | Oxygen |                                  |       |
| 9  | 10 | 13. Januar – 24. März 2018        | Oxygen |                                  |       |
| 10 | 10 | 7. Oktober 2018 – 13. Januar 2019 | Oxygen |                                  |       |
| 11 | 10 | 21. Januar – 25. März 2019        | Oxygen |                                  |       |
| 12 | 1  | 13. Juli 2019                     | Oxygen |                                  |       |
| 12 | 9  | 19. September – 14. November 2019 | Oxygen |                                  |       |

## Episodenliste
| Nr. (ges.) | Nr. (St.) | Deutscher Titel              | Originaltitel                        | Erstausstrahlung USA | Deutschsprachige Erstausstrahlung (D) |
| ---------- | --------- | ---------------------------- | ------------------------------------ | -------------------- | ------------------------------------- |
| 1          | 1         | Lügner und Stripperin        | Amanda Logue & Jason Andrews         | 10. März 2013        | 15. Juni 2016                         |
| 2          | 2         | Yacht und Geld               | Jennifer Henderson & Skylar Deleon   | 17. März 2013        | 22. Juni 2016                         |
| 3          | 3         | Prinzessin und Junkie        | Sarah Edmondson & Ben Darras         | 24. März 2013        | 29. Juni 2016                         |
| 4          | 4         | Häftling und Wärterin        | Tina Leja & Darnell Smith            | 31. März 2013        | 6. Juli 2016                          |
| 5          | 5         | Romeo und Julia              | Tylar Witt & Steven Colver           | 7. Apr. 2013         | 13. Juli 2016                         |
| 6          | 6         | Wolf und Schaf               | Elizabeth Turpin & Karen Brown       | 7. Juli 2013         | 20. Juli 2016                         |
| 7          | 7         | Verführung und Verrat        | Laura Hall & Colton Pitonyak         | 14. Juli 2013        | 27. Juli 2016                         |
| 8          | 8         | Geld und Tränen              | Donna Moonda & Damian Bradford       | 21. Juli 2013        | 3. Aug. 2016                          |
| 9          | 9         | Teenagerliebe und Muttermord | Nicole Kasinskas & Billy Sullivan    | 28. Juli 2013        | 10. Aug. 2016                         |
| 10         | 10        | Manipuliert und mitgerissen  | Tabitha Messina & Carlos Christopher | 4. Aug. 2013         | 17. Aug. 2016                         |

| Nr. (ges.) | Nr. (St.) | Deutscher Titel                  | Originaltitel                     | Erstausstrahlung USA | Deutschsprachige Erstausstrahlung (D) |
| ---------- | --------- | -------------------------------- | --------------------------------- | -------------------- | ------------------------------------- |
| 11         | 1         | Frau und Frau                    | Tina Loesch & Skye Hanson         | 3. Nov. 2013         | 24. Aug. 2016                         |
| 12         | 2         | Boxer und Blutspur               | Coty Martinez & Jeremy Brooks     | 10. Nov. 2013        | 31. Aug. 2016                         |
| 13         | 3         | Dreiecksbeziehung und Eifersucht | Emilia Carr & Joshua Fulgham      | 17. Nov. 2013        | 20. Sep. 2016                         |
| 14         | 4         | Kellnerin und Trucker            | Rachel Cumberland & John Williams | 24. Nov. 2013        | 27. Sep. 2016                         |
| 15         | 5         | Hochbegabt und streng bestraft   | Elizabeth Haysom & Jens Soering   | 1. Dez. 2013         | 4. Okt. 2016                          |
| 16         | 6         | Bestohlen und begraben           | Tiffany Cole & Michael Jackson    | 8. Dez. 2013         | 12. Okt. 2016                         |
| 17         | 7         | Fetisch und Folter               | Cindy Hendy & David Parker Ray    | 9. Feb. 2014         | 18. Okt. 2016                         |
| 18         | 8         | Kalt und ohne Reue               | Alicia Woodward & John Esposito   | 16. Feb. 2014        | 25. Okt. 2016                         |
| 19         | 9         | Der Wolf und die Sünderin        | Cynthia Coffman & James Marlow    | 23. Feb. 2014        | 2. Nov. 2016                          |
| 20         | 20        | Hexen und Dämonen                | Suzan Carson & Michael Carson     | 2. März 2014         | 9. Nov. 2016                          |

| Nr. (ges.) | Nr. (St.) | Deutscher Titel             | Originaltitel                         | Erstausstrahlung USA | Deutschsprachige Erstausstrahlung (D) | Zuschauer (D) |
| ---------- | --------- | --------------------------- | ------------------------------------- | -------------------- | ------------------------------------- | ------------- |
| 21         | 1         | Okkultismus und Obsession   | Christa Pike & Tadaryl Shipp          | 8. Juni 2014         | 27. Sep. 2017                         | 0,27 Mio.     |
| 22         | 2         | Gottesfürchtig und gerissen | Brenda Andrew & James Pavatt          | 15. Juni 2014        | 28. Sep. 2017                         | 0,16 Mio.     |
| 23         | 3         | Himmel und Hölle            | Tracey Poirier & Tamara Upton         | 22. Juni 2014        | 27. Sep. 2017                         | 0,17 Mio.     |
| 24         | 4         | Lug und Trug                | Raelynne Simonin & David Danylchuk    | 29. Juni 2014        | 4. Okt. 2017                          | 0,61 Mio.     |
| 25         | 5         | Karrierefrau und Gigolo     | Darlene George & Rennie Cassimy       | 6. Juli 2014         | 11. Okt. 2017                         | 0,31 Mio.     |
| 26         | 6         | Abserviert und ausgeliefert | Jennifer Walter & Christopher Gregory | 13. Juli 2014        | 12. Okt. 2017                         | 0,30 Mio.     |
| 27         | 7         | Mobbing und Mord            | Jennifer Mee & Lamont Newton          | 20. Juli 2014        | 18. Okt. 2017                         | 0,31 Mio.     |
| 28         | 8         | Gesucht und gefunden        | Deidre Hunt & Kosta Fotopolous        | 27. Juli 2014        | 19. Okt. 2017                         | 0,23 Mio.     |
| 29         | 9         | Barbie und Ken              | Karla Homolka & Paul Bernardo         | 3. Aug. 2014         | 25. Okt. 2017                         | –             |
| 30         | 10        | Mord und Liebesschwüre      | Gwendolyn Graham & Cathy Wood         | 10. Aug. 2014        | 26. Okt. 2017                         | –             |

| Nr. (ges.) | Nr. (St.) | Deutscher Titel            | Originaltitel                      | Erstausstrahlung USA | Deutschsprachige Erstausstrahlung (D) |
| ---------- | --------- | -------------------------- | ---------------------------------- | -------------------- | ------------------------------------- |
| 31         | 1         | Witwe & Musiker            | Amanda & Grant Hayes               | 5. Okt. 2014         | 13. Okt. 2018                         |
| 32         | 2         | Liebe & Laster             | Brittany Smith & Jabrai Copney     | 12. Okt. 2014        | 20. Okt. 2018                         |
| 33         | 3         | Callgirl & Biker           | Michelle Michaud & James Daveggio  | 19. Okt. 2014        | 17. Okt. 2018                         |
| 34         | 4         | Model & Magie              | Sara Aldrete & Adolfo Costanzo     | 26. Okt. 2014        | 3. Nov. 2018                          |
| 35         | 5         | Hörig & hemmungslos        | Carol Bundy & Douglas Clark        | 2. Nov. 2014         | 10. Nov. 2018                         |
| 36         | 6         | Tod & Teufel               | Charlene & Gerald Gallego          | 4. Jan. 2015         | 17. Nov. 2018                         |
| 37         | 7         | Bonnie & Clyde             | Mona Watson & Michael Howell       | 11. Jan. 2015        | 24. Nov. 2018                         |
| 38         | 8         | Geblendet & getäuscht      | Donna & Jason Slaughter            | 18. Jan. 2015        | 1. Dez. 2018                          |
| 39         | 9         | Entführt & lebend begraben | Nancy Rish & Danny Edwards         | 25. Jan. 2015        | 8. Dez. 2018                          |
| 40         | 10        | Tod & Glaube               | Dawn Godman & Justin Helzer Contra | 25. Jan. 2015        | 15. Dez. 2018                         |

| Nr. (ges.) | Nr. (St.) | Deutscher Titel | Originaltitel                         | Erstausstrahlung USA | Deutschsprachige Erstausstrahlung (–) |
| ---------- | --------- | --------------- | ------------------------------------- | -------------------- | ------------------------------------- |
| 41         | 1         | –               | Diane Zamora & David Graham           | 26. Apr. 2015        | –                                     |
| 42         | 2         | –               | Christina Marcum & Jason Singleton    | 3. Mai 2015          | –                                     |
| 43         | 3         | –               | Samantha Bachynski & Patrick Selepak  | 10. Mai 2015         | –                                     |
| 44         | 4         | –               | Kat McDonough & Seth Mazzaglia        | 17. Mai 2015         | –                                     |
| 45         | 5         | –               | Kimberlly Michaud & Jimmy Dale Kelley | 24. Mai 2015         | –                                     |
| 46         | 6         | –               | Miranda & Elytte Barbour              | 31. Mai 2015         | –                                     |
| 47         | 7         | –               | Chie Coggins-Johnson & Scott Barker   | 7. Juni 2015         | –                                     |
| 48         | 8         | –               | Antoinette Frank & Rogers Lacaze      | 14. Juni 2015        | –                                     |
| 49         | 9         | –               | Kim Williams & Eric Williams          | 21. Juni 2015        | –                                     |
| 50         | 10        | –               | Susie Newsom & Fritz Klenner          | 28. Juni 2015        | –                                     |

| Nr. (ges.) | Nr. (St.) | Deutscher Titel | Originaltitel                         | Erstausstrahlung USA | Deutschsprachige Erstausstrahlung (–) |
| ---------- | --------- | --------------- | ------------------------------------- | -------------------- | ------------------------------------- |
| 51         | 1         | –               | Stephanie Molino & Coty Young         | 11. Okt. 2015        | –                                     |
| 52         | 2         | –               | Harlow Cuadra & Joe Kerekes           | 18. Okt. 2015        | –                                     |
| 53         | 3         | –               | Jennifer Pan & Daniel Wong            | 25. Okt. 2015        | –                                     |
| 54         | 4         | –               | Dena Riley & Richard Dean Davis       | 1. Nov. 2015         | –                                     |
| 55         | 5         | –               | Diana Haun & Michael Dally            | 8. Nov. 2015         | –                                     |
| 56         | 6         | –               | Brandi Hungerford & Robert Lemke      | 15. Nov. 2015        | –                                     |
| 57         | 7         | –               | Antoinette Stephen & Kashif Parvaiz   | 22. Nov. 2015        | –                                     |
| 58         | 8         | –               | Cassandra Kimbrough & Antonio Drayton | 29. Nov. 2015        | –                                     |
| 59         | 9         | –               | Nicole Houchin & John Mackay          | 6. Dez. 2015         | –                                     |
| 60         | 10        | –               | Pamela Smart & William Billy Flynn    | 13. Dez. 2015        | –                                     |

| Nr. (ges.) | Nr. (St.) | Deutscher Titel | Originaltitel                     | Erstausstrahlung USA | Deutschsprachige Erstausstrahlung (–) |
| ---------- | --------- | --------------- | --------------------------------- | -------------------- | ------------------------------------- |
| 61         | 1         | –               | Angela Hill & Logan McFarland     | 3. Apr. 2016         | –                                     |
| 62         | 2         | –               | Leslie & Mike MacKool             | 10. Apr. 2016        | –                                     |
| 63         | 3         | –               | Ruby Padgett & Mitchell Sims      | 17. Apr. 2016        | –                                     |
| 64         | 4         | –               | Katie Belflower & Mike Simons     | 24. Apr. 2016        | –                                     |
| 65         | 5         | –               | John Hawkins & Gene Hanson        | 1. Mai 2016          | –                                     |
| 66         | 6         | –               | Ny Nourn & Ronald Barker          | 8. Mai 2016          | –                                     |
| 67         | 7         | –               | Victora & Nathaniel Jackson       | 15. Mai 2016         | –                                     |
| 68         | 8         | –               | Lisa Toney & Sienky Lallemand     | 22. Mai 2016         | –                                     |
| 69         | 9         | –               | Monserrate Shirley & Mark Leonard | 29. Mai 2016         | –                                     |
| 70         | 10        | –               | Sandy Murphy & Rick Tabish        | 6. Juni 2016         | –                                     |

| Nr. (ges.) | Nr. (St.) | Deutscher Titel | Originaltitel                            | Erstausstrahlung USA | Deutschsprachige Erstausstrahlung (–) |
| ---------- | --------- | --------------- | ---------------------------------------- | -------------------- | ------------------------------------- |
| 71         | 1         | –               | Christine & Jeremy Moody                 | 6. Aug. 2016         | –                                     |
| 72         | 2         | –               | Catherine Stanek-Cousins & Timothy Koile | 13. Aug. 2016        | –                                     |
| 73         | 3         | –               | Debra Canady & Brent Starr               | 20. Aug. 2016        | –                                     |
| 74         | 4         | –               | Peggy Sue Thomas & Jim Huden             | 27. Aug. 2016        | –                                     |
| 75         | 5         | –               | Michelle Theer & John Diamond            | 3. Sep. 2016         | –                                     |
| 76         | 6         | –               | Melissa Garcia & Edward Garcia           | 10. Sep. 2016        | –                                     |
| 77         | 7         | –               | Heather Mack & Tommy Schaefer            | 17. Sep. 2016        | –                                     |
| 78         | 8         | –               | Danielle Hudson & Chaz Blackshear        | 24. Sep. 2016        | –                                     |
| 79         | 9         | –               | Carman Major & Clarence Jenkins          | 1. Okt. 2016         | –                                     |
| 80         | 10        | –               | Tanya Bogdanovich & Michael Macgregor    | 8. Okt. 2016         | –                                     |

| Nr. (ges.) | Nr. (St.) | Deutscher Titel | Originaltitel                    | Erstausstrahlung USA | Deutschsprachige Erstausstrahlung (–) |
| ---------- | --------- | --------------- | -------------------------------- | -------------------- | ------------------------------------- |
| 81         | 1         | –               | Lee Ann Riedel & Ralph Salierno  | 13. Jan. 2018        | –                                     |
| 82         | 2         | –               | Amber Dufoe & Richard Oakes      | 20. Jan. 2018        | –                                     |
| 83         | 3         | –               | Linda Bury & Joshua Mebane       | 27. Jan. 2018        | –                                     |
| 84         | 4         | –               | Airika Lijegren & Ryan Martinez  | 3. Feb. 2018         | –                                     |
| 85         | 5         | –               | Marie Marone & John Vasquez      | 17. Feb. 2018        | –                                     |
| 86         | 6         | –               | Paige Linville & Mario Moreno    | 24. Feb. 2018        | –                                     |
| 87         | 7         | –               | Margaret Sanchez & Terry Speaks  | 3. März 2018         | –                                     |
| 88         | 8         | –               | Vernell Jones & Kenneth Burno    | 10. März 2018        | –                                     |
| 89         | 9         | –               | Rose Vincent & Mark Bowling      | 17. März 2018        | –                                     |
| 90         | 10        | –               | Alesia Warrior & Darrell Rodgers | 24. März 2018        | –                                     |